# Länsväg 352
Länsväg 352 går sträckan Örnsköldsvik - Fredrika. Den är 99 km lång.

## Sträckning
Örnsköldsvik - Björna - Fredrika.
Vägen går i Västernorrlands län och Västerbottens län.

## Trafikplatser och korsningar
|  | Nr | Namn         | Skyltning              |
|  | -- | ------------ | ---------------------- |
|  |    | Örnsköldsvik | E4 Sundsvall Haparanda |
|  |    | Fredrika     | 92 Dorotea Vännäs      |

Vägen korsar de två järnvägarna Stambanan genom övre Norrland och Botniabanan, båda planskilt.

## Historia
Före 1985 gick väg 352 även den 44 km långa sträckan från Fredrika till Västermyrriset (nu vid länsväg 365, då riksväg 90), vilket nu är länsväg AC 591. Vägnumret 352 infördes på 1940-talet för samma sträcka Örnsköldsvik–Västermyrriset. Vägen går (bortsett från nummerändringen) i huvudsak i samma sträcka som då, men breddning och vissa uträtningar, inklusive en förbifart förbi Björna kyrka, genomfördes på 1950-talet.